# 충칭 FC
충칭 축구단(중국어: 重庆足球俱乐部)은 중국 충칭 시를 연고로 했던 축구 클럽이며, 중국 갑급리그에 참가했다. 2011년 중국 을급리그에서 남구 리그 2위를 차지했으며 승격 플레이오프에서 2위를 차지하여 갑급 리그로 승격되었다. 이후 2013년 해체되었다.